# غزنراوية
الغزنراوية (الاسم العلمي: Gesnerieae) هي قبيلة من النباتات تتبع الفصيلة الغزنرية من رتبة الشفويات.

## أجناس الغزنرياوية
- الغزنريا